# Alapi noir et blanc
Myrmochanes hemileucus
Genre
Espèce
Répartition géographique
Statut de conservation UICN

 LC  : Préoccupation mineure
L’Alapi noir et blanc (Myrmochanes hemileucus) est une espèce de passereaux de la famille des Thamnophilidae.

## Répartition
Il fréquente les rivages du bassin de l'Amazone.